# 拉比亞宮
拉比亞宮 （義大利語：Palazzo Labia）是位於義大利城市威尼斯的一座宮殿建築，為巴洛克風格，修建於17至18世紀。拉比亞宮是威尼斯最後的一座大型宮殿式建築之一。在戰後拉比亞宮曾一度為RAI所有，現在則用來舉辦國際會議，此宫部分空間開放參觀。

## 外部連結
- Frescoes in the Palazzo Labia by Tiepolo （页面存档备份，存于）
- Giambattista Tiepolo, 1696-1770 （页面存档备份，存于）, a full text exhibition catalog from The Metropolitan Museum of Art, which includes material on Palazzo Labia